# La negación de San Pedro (Ribera)
La negación de San Pedro es un cuadro del pintor José de Ribera, realizado entre 1615 y 1616, que se encuentra en la Galería Nacional de Arte Antiguo de Roma, Italia.
La obra, realizada en los primeros años del pintor durante su estancia en Italia, refleja el estilo tenebrista de Caravaggio, pintor al que posiblemente conoció en persona y que le influyó al grado de trasladarse de su Valencia natal a Italia tras sus huellas. De hecho, el pintor italiano tiene un cuadro homónimo de 1610.
El tema, posiblemente un encargo de uno de sus principales clientes, la Iglesia, refleja el episodio bíblico de la negación de Simón Pedro tras el arresto de Jesús. En el cuadro aparecen varios personajes, identificándose a la sirvienta que reconoce al apóstol como uno de los seguidores de Jesús y algún otro que le señala con el dedo, delatándolo mientras Pedro intenta negar su relación con Jesucristo.
Este es una de las escenas bíblicas con mayor fortuna, siendo sus representaciones habituales desde el arte paleocristiano. Suele describirse dentro de un ciclo conformado por tres momentos (la Advertencia de Jesús, la Negación y el Arrepentimiento) y fue muy difundido después del Concilio de Trento como representación del sacramento de la Penitencia.

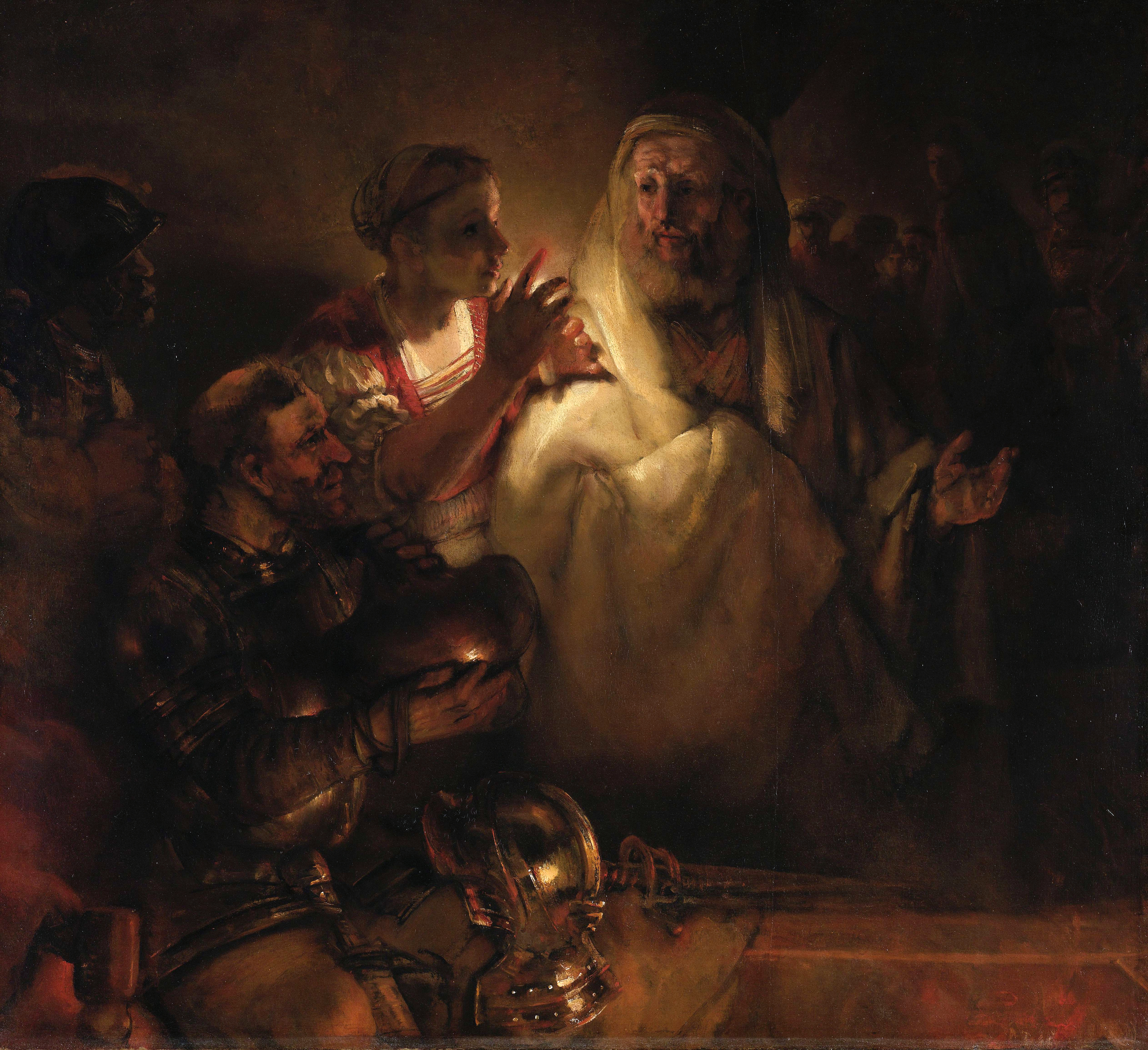
La negación de San Pedro, 1660, Rembrandt.